# 눈덩이 효과
눈덩이 효과(영어: snowball effect 스노볼 이펙트[*])는 어떤 사건이나 현상이 작은 출발점에서부터 점점 커지는 과정을 비유적으로 이르는 말이다. 일반적으로 부정적인 의미를 가지고 있지만, 긍정적인 의미로 사용하는 때도 있다.

## 같이 보기
- 나비 효과
- 도미노 효과
- 긍정적 피드백
- 자기 충족적 예언
- 위험한 비탈길
- 괴혼, 눈덩이 효과를 소재로 한 게임
- 부의 축적(영어판)